# Каменка (Кстовський район)
Каменка (рос. Каменка) — присілок в Кстовському районі Нижньогородської області Російської Федерації.
Населення становить 8 осіб. Входить до складу муніципального утворення Чернухинська сільрада.

## Історія
Від 2009 року входить до складу муніципального утворення Чернухинська сільрада.

## Населення
| 2002 | 2010 |
| ---- | ---- |
| 15   | ↘8   |